# The Cook – Es ist hingerichtet!
The Cook – Es ist hingerichtet!, auch Cannibal vs. Bitches oder Cannibal vs. Pussies (The Cook), ist eine US-amerikanische Horrorkomödie aus dem Jahr 2008. Regisseur Gregg Simon lässt Mark Hengst als psychopathischen Aushilfskoch Menschenfleisch auf den Speiseplan einer Studentenverbindung setzen.

## Handlung
Die jungen Studentinnen Amy, Bunny, Anastasia, Brooke, Autumn, Kirsten, Pam, und Michelle freuen sich auf ein ruhiges langes Wochenende in ihrem Wohnheim. Bis auf den neuen ungarischen Koch, der sich um die wenigen Mädchen kümmern soll, ist niemand vom Personal mehr da. Die strebsame Amy trifft als erste den hübschen jungen Mann, der noch nicht viel Englisch sprechen kann.
Die anderen, wesentlich vergnügungssüchtigeren Mädchen, beginnen sich zu langweilen und überlegen, ob sie sich nicht ein paar Jungs einladen sollten. Doch als Michelle dem attraktiven Koch begegnet, macht sie ihm erst einmal eindeutige Avancen. Doch anstatt sich davon sexuell erregt zu fühlen, schneidet er ihr die Kehle durch. Danach richtet er den anderen Mädchen ein leckeres Abendessen an.
Am nächsten Morgen überrascht sie der Koch erneut mit einem üppigen Frühstück, dass sie für gepökeltes Rindfleisch halten, aber nicht genau definieren können. Ihr Mitstudent Lance erscheint, weil er sich mit Bunny verabredet hat. Auch er kostet das Essen, hält es aber eher für Hühnchen.
Zum Abendessen fehlen Kirsten und Anastasia, doch die beiden amüsieren sich nur derzeit miteinander. Das verschwinden von Michele macht den Mädchen schon eher Sorgen. Als Brooke in die Küche geht und zufällig Micheles Halskette dort findet wird sie misstrauisch. Nachdem der Koch die Studentin bemerkt, stürzt er sich auf sie und bringt sie zum Schweigen. Das wird allerdings blutrünstiger, als er es erwartet hatte und nun versucht er krampfhaft die Spuren seiner Tat zu entfernen, noch ehe es jemand bemerkt.
Im Haus amüsieren sich derweil Kirsten und Anastasia miteinander, während der Rest der Mädchen sich bei Bunny und Lance einfindet, um ein wenig Party zu feiern. Als Anastasia in die Küche geht, um nach Schokoladensoße zu suchen, entdeckt sie dort ein auffällig großen Stück Fleisch unter einem blutigen Tuch. Als sie darunter sehen will, ob das ein Elch wäre, schlägt ihr der Koch zunächst mit einem Hackmesser die Hand ab und tötet sie anschließend. Kirsten, die gefesselt nach dem unterbrochenen Liebesspiel mit Anastasia im Zimmer wartet, wird nun vom Koch aufgesucht und getötet.
Pam, die mit Autumn zusammen in einem Zimmer wohnt, lässt sich ein Bad zur Nacht ein. Als sie es dort gemütlich machen will erscheint der Koch, tötet sie bringt sie in seine Küche. Dabei wird er von Lance gestört, dem er daraufhin im Zweikampf das Genick bricht. Danach tötet er Autumn.
Nun sind nur noch Bunny und Amy am Leben. Bunny ist mittlerweile auf der Suche nach Lance und als sie in die Küche kommt, hält der Koche dessen Kopf in seinen Händen. Entsetzt will Bunny fliehen, doch wird auch sie ein Opfer des Blutrauschs des Kochs. In seinem Wahn, sticht er diesmal jedoch nicht tödlich zu und Bunny verliert das Bewusst sein. Amy vermisst inzwischen ihre Mitstudentinnen und auf der Suche nach ihnen gelangt sie bist in einen Vorratsraum im Keller und entdeckt dort die Überreste der Getöteten. Erschrocken will sie zurückweichen, doch steht der Koch schon mit einem Messer hinter ihr und sticht ihr in den Rücken.
Am Montagmorgen werden, nach der Rückkehr der anderen Studenten, die ihr Wochenende zu Hause oder im Kurzurlaub verbracht hatten, die Gräueltaten entdeckt. Bei ihren Untersuchungen findet die Polizei eine Kiste mit dem echten ungarischen Koch, der bereits seit Monaten tot sein dürfte.
Die einzig Überlebende ist Bunny. Sie wird schwer verletzt in der Klinik behandelt und kann noch nicht vernommen werden. Als ein Pfleger ihr eine Spritze verabreichen will, erkennt sie in ihm den Koch, kann sich aber nicht mehr gegen ihn wehren.

## Kritik
Benedikt Bursch bei maslohs.de wertet: „Der Film ergeht sich permanent in diversen Späßchen nahezu ausschließlich sexueller und doch sehr pubertärer Art. Leider wird auch vor recht plumpen Witzen kein Halt gemacht. Wenigstens beschränkt er sich hierbei weitestgehend auf den Dialog und artet nicht in eine vollkommen niveaulose Posse aus. Trotzdem kann aufgrund dieser Gewichtung leider kaum von Teenie-Horror die Rede sein, auch wenn alle Möglichkeiten dazu gegeben waren.“

„Auf dumme, leicht geschürzte Studentinnen, Brachialhumor und eine gehörige Portion schlechten Geschmacks setzende Horrorkomödie, die jedes Niveau mühelos unterbietet.“